# کی‌آی‌دی
کی‌آی‌دی (انگلیسی: KID) شرکت بازی ویدئویی ژاپنی است، که در سال ۱۹۸۸ تأسیس شد.